# Fugazi (EP)
Pour les articles homonymes, voir Fugazi (homonymie).
Albums de Fugazi
Margin Walker
Fugazi, également connu sous le nom de EP 7 Songs, est la première production discographique du groupe post-hardcore américain Fugazi. Il a été enregistré à l'origine en juin 1988 et publié en novembre 1988 sur vinyle et à nouveau en 1989 sur la compilation 13 Songs avec l'EP suivant Margin Walker. Cet EP exerce une influence durable sur la scène rock et indé.

## Réalisation, production et contenu
L'album est également connu sous le nom de EP 7 Songs. Comme pour l'album suivant Margin Walker, Guy Picciotto n'a pas contribué à la guitare sur ce disque. Toute la guitare a été jouée par Ian MacKaye. Il a été enregistré à l'origine en juin 1988 et publié en novembre 1988 sur vinyle et à nouveau en 1989 sur la compilation 13 Songs avec l'EP suivant Margin Walker.
Il comprend " Waiting Room " qui est souvent considérée comme la chanson la plus connue du groupe, connue pour « la chute dans le silence qui attire l'attention à la 22e seconde », ainsi que pour son « dynamisme implacable influencé par le ska / reggae » et " Suggestion ", dans un esprit Meters rencontre Ruts ".
La photo utilisée pour la pochette de l'album a été prise le 30 juin 1988 chez Maxwell's à Hoboken, dans le New Jersey.

## Réception

### Sphère anglophone
L'article du groupe dans le guide des disques de Trouser Press, rédigée par Ian McCaleb, Ira Robbins et Mike Fournier, qualifie l'EP de « premier album impressionnant » qui « mélange une sensibilité DC-core classique avec une perspective mature et objective et des chansons mid-tempo produites avec précision, dynamiques, agressives et accessibles ». Ils affirment que MacKaye et Picciotto « échangent l'émotionnel brut contre une vision introspective, presque poétique, en utilisant des abstractions dans des compositions fortement structurées comme « Bulldog Front » et « Give Me the Cure », une contemplation sur la mort ». Andy Kellman d'AllMusic qualifie quant à lui l'EP d'« excellent ».

### Sphère francophone
L'album reçoit la note de 8 sur 10 sur le site Senscritique.

## Héritage

### Distinctions
En 2018, Pitchfork classe l'EP à la 45e place de sa liste des « 200 meilleurs albums des années 1980 ». Evan Rytlewski écrit que même si le groupe « allait continuer à sortir des heures du post-hardcore le plus inventif de tous les temps, [...] ils n'ont jamais rien enregistré d'autre d'aussi instantanément gratifiant ».

### Influence
Selon Kim Thayil de Soundgarden, le groupe écoutait régulièrement des cassettes de l'EP Fugazi et de Bleach de Nirvana lors de leurs tournées. Walter Shcreifels de Quicksand, dans un article pour Revolver, l'a classé comme le meilleur album post-hardcore de tous les temps et l'a appelé « le point zéro de tout ce qui est génial dans le genre ». Le chanteur et guitariste de Get Up Kids, Jim Suptic, a décrit la première fois qu'il a écouté l'EP comme un « moment de séparation des nuages » et a déclaré que l'album est responsable de son intérêt pour le hardcore et le punk rock.
"Waiting Room" a été repris par un large éventail de musiciens depuis la sortie de l'EP. Tropical Fuck Storm a repris "Burning" en live. Prong a repris "Give Me the Cure". Pearl Jam a repris « Suggestion » lors de divers concerts au début des années 1990, généralement comme base de départ d'une autre chanson ou d'un jam improvisé. Le morceau a également été repris par Jonah Matranga et Taina Asili (en collaboration avec le groupe de hip-hop/punk nuyoricain Ricanstruction ).

## Liste des pistes
| No | Titre | Durée |
| -- | ----- | ----- |

## Personnel
- Ian MacKaye – chant, guitare
- Guy Picciotto – chant
- Joe Lally – basse
- Brendan Canty – batterie